# Vance Amory
Vance Amory (Saint George, 22 de maio de 1949 ― 2 de abril de 2022) foi governador de Neves entre 2 de junho de 1992 e 11 de julho de 2006. Também foi líder do Movimento dos Cidadãos Responsáveis, de São Cristóvão e Neves.
O principal aeroporto de Neves, o "Vance W. Amory International Airport", leva seu nome.

## Morte
Vance Amory morreu em 2 de abril de 2022, aos 72 anos.